# س. إي. فالك
س. إي. فالك (بالإنجليزية: C. E. Falk)‏ هو سائق سباق أمريكي، ولد في 5 نوفمبر 1987 في نورفولك في الولايات المتحدة.

## وصلات خارجية
- الموقع الرسمي
- س. إي. فالك على موقع Racing-Reference.info (الإنجليزية)